# ذا إلينست 2018
ذا إلينست 2018 (بالإنجليزية: The Alienist) مسلسل جريمة ودراما تلفزيوني أمريكي. مبني على أحداث رواية صدرت عام 1994 التي تحمل نفس الاسم للكاتب كاليب كار. عرض المسلسل لأول مرة على تي إن تي في في 21 يناير 2018، أما العرض الأول الرسمي فكان في 22 يناير 2018 ، وانتهى عرضه في 26 مارس 2018.
يتكون المسلسل من 10حلقات، بطولة كل من دانيال برول ولوك إيفانز وداكوتا فانينغ. وهم أعضاء فريق متخصص اجتمعوا في منتصف تسعينيات القرن التاسع عشر بمدينة نيويورك للتحقيق في قاتل متسلسل يقتل أطفال الشوارع.
يضمن المسلسل وقائع وشخصيات تاريخية وخيالية، مثل تجسيد ثيودور روزفلت، الذي شغل منصب مفوض الشرطة من عام 1895 إلى عام 1897. في 16 أغسطس 2018 ، أمرت TNT بإكمال السلسلة استنادًا إلى الرواية اللاحقة لعام 1997 The Angel of Darkness. وصور الموسم الثاني بعنوان The Alienist: Angel of Darkness، ثم عرض لأول مرة في 19 يوليو 2020.

## القصة
تحدث مجموعه جرائم قتل في مدينة نيويورك، ويشتبه بوجود قاتل متسلسل خلفها. فيعين فريق من طبيب نفسي وصحفي وسكرتيرة ومفوض في الشرطة لمتابعة الجرائم، والتحقيق فيها للوصول إلى القاتل.

## المواسم والحلقات
| الموسم | الحلقات | الحلقات | الأصلي        | الأصلي       |
| الموسم | الحلقات | الحلقات | الأول         | الأخير       |
| ------ | ------- | ------- | ------------- | ------------ |
| 1      | 10      | 10      | 21 يناير 2018 | 26 مارس 2018 |
| 2      | 8       | 8       | 19 يوليو 2020 | 9 أغسطس 2020 |

## روابط خارجية
- ذا إلينست على قاعدة بيانات الأفلام على الإنترنت.